# Fimbristylis eichleriana
Fimbristylis eichleriana là loài thực vật có hoa trong họ Cói. Loài này được Govind. mô tả khoa học đầu tiên năm 1998.